# Islandzka Akademia Sztuk Pięknych
Islandzka Akademia Sztuk Pięknych (isl. Listaháskóli Íslands, ang. Iceland University of the Arts) – akademia sztuk pięknych w Reykjavíku, stolicy Islandii. Jedyna uczelnia wyższa o profilu artystycznym w kraju. Powstała w 1998 roku z połączenia Islandzkiej Szkoły Teatralnej ze Szkołą Sztuk Pięknych. Obecnie kształci studentów w zakresie sztuk pięknych, filmu, teatru, tańca, muzyki, designu, architektury i edukacji artystycznej.
Uczelnia składa się z sześciu wydziałów: architektury, designu, edukacji artystycznej, sztuk pięknych, muzyki oraz sztuk teatralnych i filmowych.
Uczelnia zlokalizowana jest w czterech budynkach w różnych częściach miasta. Siedziba główna wraz z wydziałami architektury i designu mieszczą się przy ulicy Þverholt 11. Wydziały sztuk pięknych, edukacji artystycznej oraz sztuk teatralnych i filmowych położone są w dzielnicy Laugarnes przy ulicy Laugarnesvegur 91. Część wydziału sztuk teatralnych i filmowych mieści się w historycznym centrum miasta przy ulicy Austurstræti 22a. Wydział muzyki mieści się przy ulicy Skipholt 31.